# Evan Taubenfeld
Evan David Taubenfeld (Belleville, Baltimore, Maryland, 27. lipnja 1983.) američki je pjevač i tekstopisac, najbolje poznat po tome što je bio gitarist kanadske pjevačice Avril Lavigne. Svoj prvi studijski album Welcome to the Blacklist Club objavio je 18. svibnja 2010. godine.

## Glazbena karijera
Glazbenu karijeru započeo je kao glavni gitarist Avril Lavigne, bio je u sastavu sve do rujna 2004. godine kad je izašao da bi se mogao baviti vlastitom glazbom.
Dana 13. veljače 2009. godine objavio je dizajn naslovnice svog prvog studijskog albuma Welcome to the Blacklist Club, nekoliko singlova je izašlo prije samo izlaska albuma "Cheater of the Year", "Boy Meets Girl" i "It's Like That". Album je objavljen 18. svibnja 2010. godine, ubrzo nakon toga objavljen je i novi singl "Pumpkin Pie".

## Diskografija
- Welcome to the Blacklist Club

## Vanjske poveznice
- Službena web stranica  Arhivirana inačica izvorne stranice od 18. studenoga 2010. (Wayback Machine)